# Доку, Атис
Доку Атис (латыш. Doku Atis — псевдоним; настоящие имя и фамилия — Атис Атович Докс; 16 (4) января 1861, село Муцениеки, Дзелзавская волость, Российская Империя — 27 (14) ноября 1903, там же) — латышский писатель, поэт и драматург.

## Биография
Закончил Дзелзавскую церковно-приходскую школу. Жил в крайней нужде, поэтому продолжить образование не смог. В 1878—1887 годах работал сельским учителем, а также подрабатывал писцом. Литературную деятельность начал с рассказов о быте и жизни латышских крестьян второй половины XIX века. Так же был автором в различных латышских газетах. в 1892—1893 годах преподавал в школе в селе Ропажи. В этот период Доку познакомился с Райнисом, тогда редактором газеты «Dienas Lapa». Публиковал свои рассказы и сатирические стихотворения под псевдонимом Schwurkst в различных латышских периодических изданиях. с 1893 по 1903 год подрабатывал бухгалтером и управляющим усадьбы в Инчукалнсе. Осенью 1903 года Доку вернулся в родное село, где вскоре умер от туберкулёза. Похоронен на местном кладбище.
На творчество Доку во многом повлиял роман классиков латышской литературы Рейниса и Матиса Каудзите «Времена землемеров» («Mērnieku laiki», 1879).

## Произведения
- «Ziedoņa pušķīši» (1888)
- «Biedrības svētki» (1889)
- «Divas Jāņu dienas» (1890)
- «Par Adatu un Īlenu» (1891)
- «Vectēvs» (1891)
- «Паугурцы» («Paugurieši», 1893)
- пьеса «Криш Лакст» («Krišs Laksts», 1893)
- «На заре моей жизни» («Mans Dzīves Rīts», 1894)
- «Sirdsapziņa» (1901)
- «Mākslinieks» (1902)

## Память
- В 1922 году на Биксенском кладбище, где захоронен писатель, был открыт памятник Атису Доку.
- В 1970 году в доме писателя в селе Муцениеки был открыт мемориальный музей.
- На здании школы в селе Ропажи была открыта мемориальная доска.